# Kichwa Otavalo
El poble Kichwa Otavalo és una cultura de tradició mindalae. El seu territori ancestral es troba en la sierra nord del l'Equador, en el que en l'actualitat és el cantó Otavalo, província d'Imbabura. Els Kichwa Otavalo compten amb una població que s'assenten als peus del volcà Imbabura. La principal activitat econòmica d'aquest poble és la producció i comercialització d'artesanies tèxtils que daten d'èpoques anteriors a la invasió espanyola.

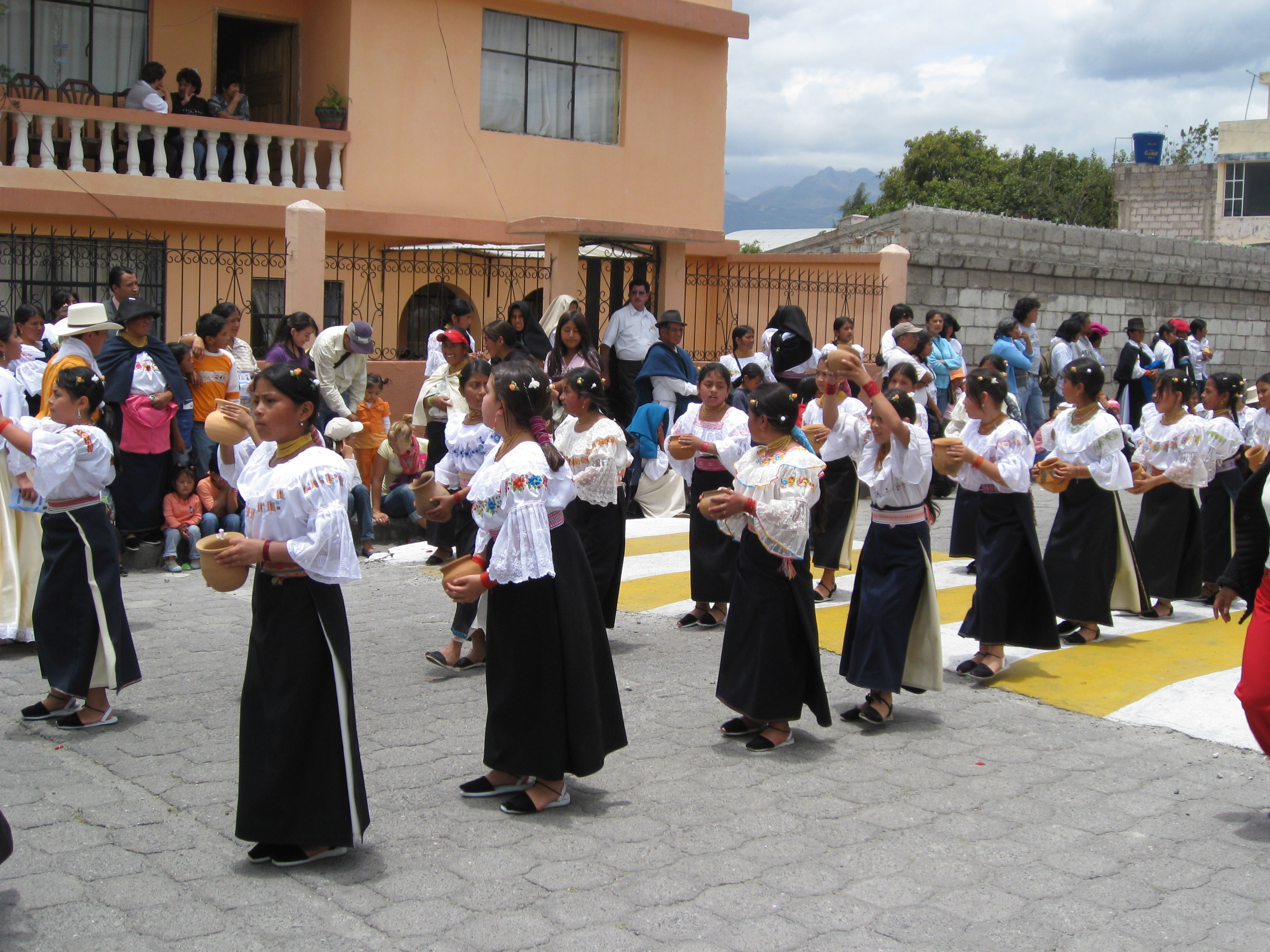
Dones al mercat de Cotacachi, Ecuador

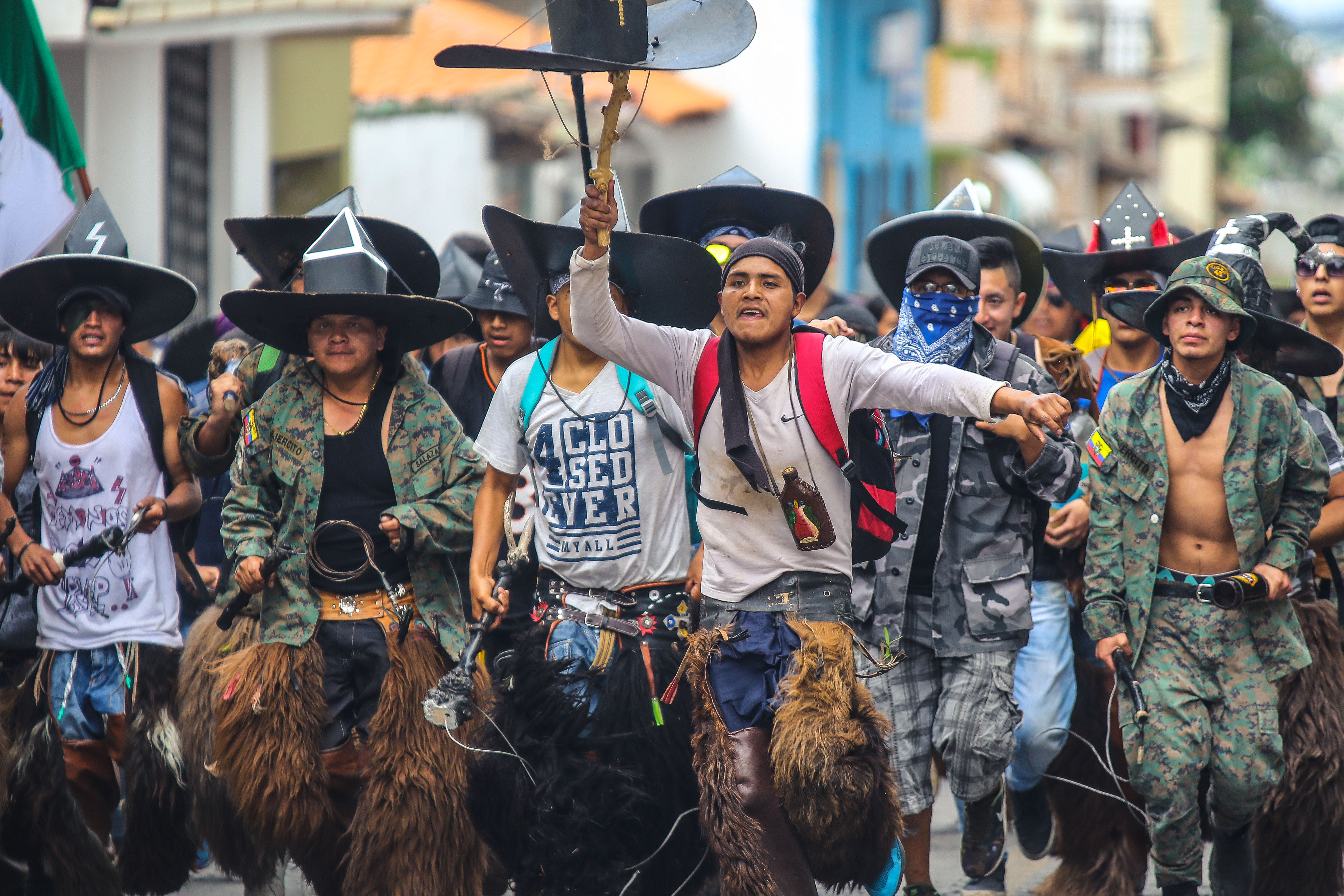
Otavalos celebrant l'Inti Raymi a Cotacachi.

## Història

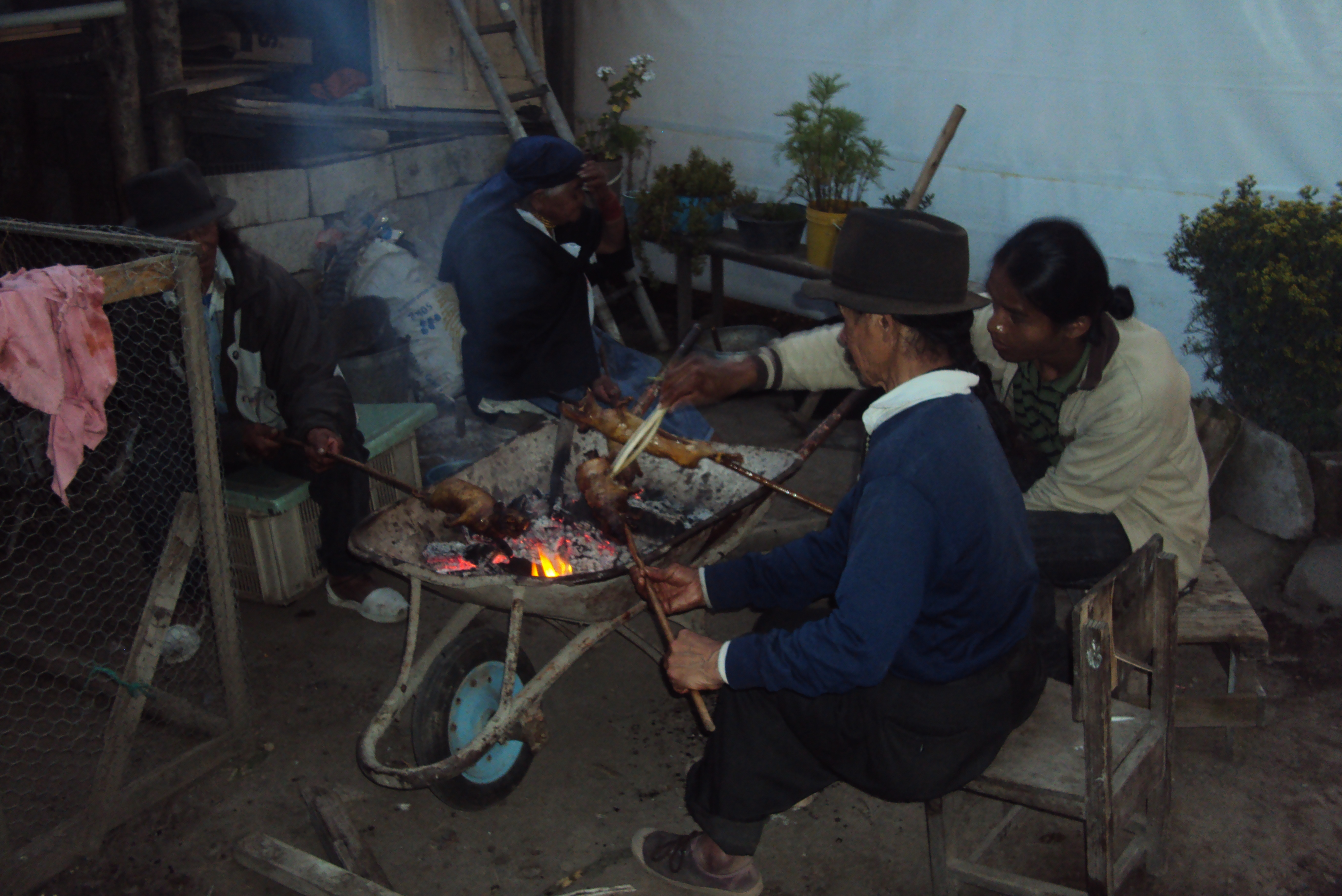
Otavalos rostint un porc de guinea.

### Otavalo pre inca
El poble Otavalo té origen mesoamericà. S'estima 300 a 700 anys A. C. ocorre un desplaçament des de centre Amèrica cap al sud arribant al nord del que avui és l'Equador. D'aquest mateix origen apareixen les cultures Awá, Chachi, Eperara i Tsachila la llengua de les quals va ser el Barbacoa. Més tard es fa referència a un territori ben organitzat que estava en via de convertir-se en un Estat, la Confederació cayambi, Karanki, Otavalo governat per un sistema de cacicat, el qual no va arribar a ser-ho perquè va iniciar la invasió incaica, després de la com es va desarticular. Otavalo va ser una família (aillu en kichwa) el cap de la qual era el cap del grup de parentiu (senyoriu ètnic) Senyor o Ango. Don Alonso Otavalo o Otavaloango va ser el cacic principal d'Otavalo.

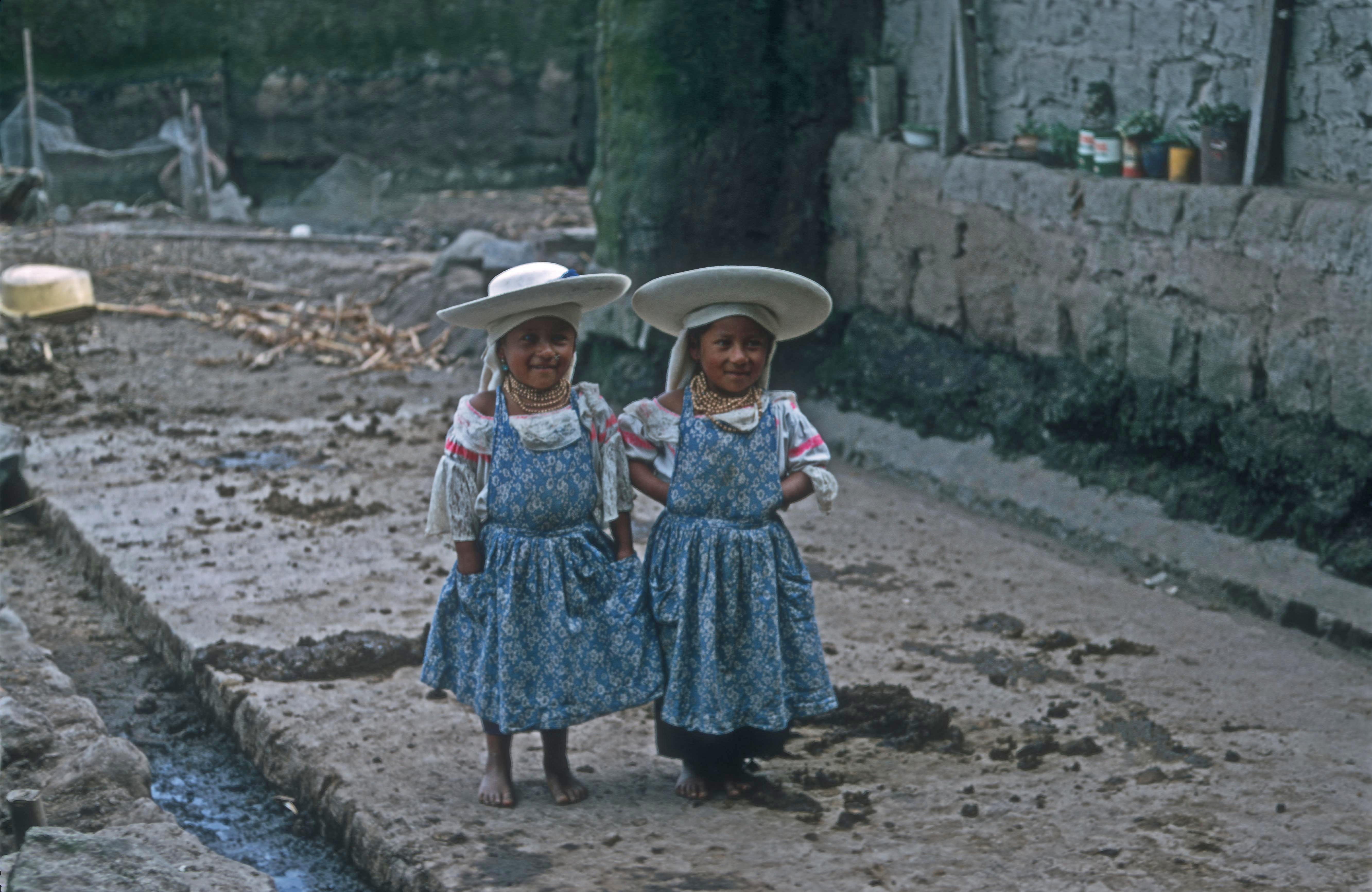
Noies otavalo de Cayambe

### La Confederació Cayambi, Karanki, Otavalo resistint a la invasió inca
Segons Plutarc Cisneros, investigador Otavaleño, la Confederació no va permetre que el incario envaeixi els seus territoris, per la qual cosa es van veure obligats a vorejar el territori de la Confederació, arribant fins a Salines, límit nord per a ingressar. L'última batalla entre inques i senyorius de otavalo es dona en la llacuna de Yaguarcocha, poc després arriba la invasió espanyola. És a dir que una conquesta incaica no es va donar.

### Otavalo en la colònia
Segons dades trobades en l'Arxiu Franciscà de Quito, en 1579 la província d'Otavalo sofreix la reducció al poble indígena de San Pau entre agost de 1578 a novembre de 1579., durant la invasió espanyola d'Amèrica.

## Territori
El territori en el qual habiten els Kichwa Otavalo correspon a la superfície on actualment s'estén el Cantó Otavalo 507.41 km². Un lloc situat en la regió muntanyenca nord de l'Equador a una altura de 2.565 metres sobre el nivell de la mar. El territori del poble Kichwa Otavalo en èpoques anteriors a la presència inca i éspañola corresponia al que es va conèixer com la Confederació Otavalo Kayambi Karanki que s'estenia des de Guayllbamba fins a Chota.
El cacic principal, Don Alonso Ango, pel seu lideratge va arribar a dirigir aquests bastos territoris, no obstant això van existir altres aillus liderats per Angos de menor rang, els quals acostumaven posar els seus noms als seus territoris.

## Economia

### Producció artesanal
Una de les activitats de producció del poble kichwa Otavalo és sens dubte l'artesanal tèxtil al costat de la cerca permanent del comerç nacional i internacional que responen a la dinàmica i a les demandes del nou mercat global, aconseguint que les artesanies hagin entrat en la dinàmica d'un mercat global la inversió en maquinària moderna, tecnologia de la comunicació, infraestructura les que han influït en el desenvolupament turístic del cantó Otavalo, de la província d'Imbabura. La difusió i transferència de les manifestacions culturals a les futures generacions ha enfortit la seva identitat cultural i és part de l'èxit i millorament de les condicions de vida d'aquesta població.
Els seus orígens es remunten a temps immemorials i anteriors a l'expansió Inca a la part nord de l'Equador, pobles originaris que gràcies a la fertilitat dels seus sòls, en lloc que com els pobles de zones desèrtiques del sud (el Perú i Bolívia) van invertir temps i recursos per al desenvolupament infraestructures referents al sistema de reg, el poble kichwa Otavalo va invertir el seu temps en el desenvolupament del coneixement, sú creativitat musical i poètica, la seva dansa, el teatre, l'art del teixit, el comerç, la música entre d'altres.

### Producció agrícola
L'activitat agrària en el territori kichwa Otavalo, des de l'època colonial fins al present ha sofert l'opressió i les injustícies d'un sistema basat en el latifundi i que ha exercit el poder sobre el mercat del treball i de la terra. No obstant això ha estat vigent la salvaguarda de l'agrobiodiversitat com a clau per al desenvolupament sostenible dels pobles originaris. Actualment, els kichwa Otavalo desenvolupen una agricultura en la seva majoria de subsistència, a causa del minifundi generalitzat, mes no han aconseguit conservar la biodiversitat com a base de l'agricultura i dels ecosistemes essencials. No obstant això, els diferents actors estan conscients que la producció agrària depèn del seu manteniment. Per tant, expressen la seva predisposició per a convertir-se en custodis de la biodiversitat agrícola. Per part seva, els tècnics argumenten que els cultius andins es constitueixen en una important font genètica, ideal per a la recerca científica. El repte serà incrementar la producció agrícola, en el marc de la asociatividad i la reciprocitat, satisfent les creixents expectatives de la societat amb millores econòmiques. Alhora, permetent el millorament i el desenvolupament d'emprenedories d'agroturisme i turisme comunitari.

### Criança de bestiar i animals menors
Al poble Kichwa Otavalo en èpoques anteriors la producció del bestiar boví, oví, porcí i animals menors als seus territoris va ser abundant. Com a mostra existeixen dades que ens il·lustra tal situació com a Males Antonio, 1985 en la seva obra Villamanta Ayllukunapa Punta Kawsai.
Aquesta activitat en les comunitats kichwa del Cantó Otavalo malgrat que el creixement demogràfic des de les últimes dècades del Segle passat ha vingut expenent dia a dia la seva frontera agrícola, respecte a la criança d'aquests animals ha vingut reduint-se pel que fa a la quantitat, passant a ser aquesta activitat igual que l'agrícola de subsistència i complementarietat econòmica i principalment com a font d'acte subsistència.

### Emprenedories
El poble kichwa otavalo de tradició tèxtil i comerciant és generador de diverses emprenedories pel que l'economia s'ha diversificat en els últims anys.

### Turisme comunitari
El turisme comunitari sorgeix com una alternativa econòmica de les comunitats rurals, pageses, indígenes, mestisses o afrodescendents pròpies d'un país, per generar ingressos complementaris a les activitats econòmiques diàries i defensar i revaloritzar els recursos culturals i naturals locals.

## Cultura i Patrimoni

### Tradició mindalae
La paraula Mindalae fa referència a "un grup elit d'especialistes" en l'art de l'intercanvi i el comerç local, regional i internacional. Aquest grup va existir des de temps molt antics, anteriors a la presència espanyola, del qual descendeixen els actuals Kichwa otavalo assentats en el Cantó Otavalo.
Cap a 1582 els mindalae, hàbils artesans i productors del tèxtils, eren reconeguts com a mercaders de llarg abast i importància per a l'economia colonial, la qual cosa va merèixer un tracte distintiu per part de la corona espanyola, per la qual cosa van ser lliures de mitas i tributs monetaris, malgrat ser aquestes pràctiques de dominació esteses per a la població indígena. La producció de teles, casimires, baietes, chalinas otavaleñas en el període colonial, va aconseguir gran envergadura. La demanda d'aquestes des de les mines del Perú i de la Nova Granada, va anar cada vegada en ascens i es van convertir en una de les produccions més rendibles de l'època.
La tradició mindalae pròpia dels kichwa otavalo cobra major auge en els anys 90 quan es produeix un gran flux migratori universal, quan els otavaleños viatgen portant les seves artesanies i la música kichwa a innombrables punts del planeta.Famílies senceres van deixar el país amb la finalitat de comercialitzar l'artesania local a Bèlgica, Colòmbia, Espanya, Indonèsia, Itàlia, el Japó, Veneçuela i altres països del món.
Els joves indígenes fan constantment referència a la seva tradició familiar i de poble comerciants viatgers. Ells van tenir pares i avis que van viatjar pel món venent i comprant. Els que no els van tenir parlen del seu desig de viatjar i aventurar-se.

### Idioma i dialectes
La llengua originària dels kichwa otavalo és el kichwa o Runa shimi que és una versió septentrional de la llengua quítxua. Els dialectes varien en les comunitats depenent de si són comunitats de regions altes o baixes, urbanes o rurals, meridionals o del nord. Una altra raó que es coneix és que antigament la població distribuïda en el territori es conformava per aillus o famílies que desenvolupaven activitats laborals per especialitat, de tal forma que el treball repercutia en la manera de comunicar-se. A més considerant, la procedència d'aquesta població (txibtxa) que es va barrejar amb el quítxua de Cusco va donar origen a un dialecte propi que constitueix la seva riquesa.
La llengua kichwa, versió chinchay del quítxua peruà era, des de temps molt antics, una llengua franca que servia per a la realització del comerç i l'intercanvi, activitats que les realitzaven els mindalae.

### Vestimenta tradicional
La vestimenta d'aquest poble el diferencia d'altres pobles indígenes veïns. Les dones amb bruses blanques brodades, anaco o faldilla de colors foscos i "fachalina" blanca o negra, peça de tela que cobreix el tors. Els homes vesteixen camisa i pantalons blancs i com a complement ponxo blau de llana d'ovella teixit a mà.

## Mitjans de comunicació kichwa otavalo

### Asociación de Jóvenes Kichwas de Imbabura (AJKI)
És una organització sense fins de lucre creada el 1992 després que diversos joves de la parròquia d'Ilumán del Cantó Otavalo s'organitzés per a defensar a l'aigua del vessant sagrat d'aquesta comunitat. Aquesta organització es va enfocar en un inici a la sensibilització de la necessitat educació per a nens i joves kichwas els qui en aquests dies a penes aprenien a llegir i escriure i desertaven primerencament, en l'actualitat el seu treball s'enfoca a la revitalització de la llengua kichwa i tradicions pròpies de la seva cultura a través dels seus mitjans de comunicació radio i premsa comunitaris.
Radio ilumán 96.7 FM és un mitjà de comunicació privat, administrat i gestionat per membres de l'Associació de Joves Kichwas de Imbabura sota un model de mig comunitari de comunicació. Creat l'any 2000 a Imbabura, la seva matriu es troba en la Parròquia Ilumán del Cantó Otavalo. Emisora bilingüe kichwa–castellà, el seu treball és Social, Comunitari, Educatiu i Cultural; emissora privada sense fins de lucre.
La revista Wiñay Kawsay és un mitjà de comunicació imprès bilingüe (kichwa- espanyol), en els seus inicis (2007) es va publicar com a periòdic i des de 2015 es publica amb el format de revista; en l'actualitat aconsegueix una cobertura provincial amb un tiraje mensual de 2000 exemplars. La revista Wiñay Kawsay treballa en l'enfortiment de la llengua kichwa Runa shimi i la cultura kichwa otavalo.

### Asociación de Productores Audiovisuales Kichwas (APAK)
És una organització sense fins de lucre, creada el 2006, treballa en la promoció i difusió del patrimoni cultural a través dels mitjans de comunicació massius i multimèdia. Treballa amb les comunitats indígenes de la zona 1 del l'Equador, ofereix assessoria comunicacional a organitzacions que treballen en contextos interculturals. Realitza productes interculturals com: documentals, sèries de tv, sèries web en llengües originàries i castellà.
Bajo Un Mismo Sol és un programa de televisió produït per l'Asociación de Productores Audiovisuales Kichwas APAK, eés una revista cultural que s'enfoca en la promoció i difusió de les cultures originàries de la zona 1 de l'Equador (Esmeraldas, Carchi, Imbabura i Sucumbíos).

### Kichwa.net
Projecte col·lectiu otavaleño que fa activisme digital per a l'enfortiment de l'idioma kichwa, llengua materna del Poble Kichwa otavalo.
Kichwashun és una sèrie de televisió creada per Kichwa. Net per a l'enfortiment de la llengua kichwa.